# Lake Joondalup
Lake Joondalup är en sjö i Australien. Den ligger i delstaten Western Australia, omkring 22 kilometer norr om delstatshuvudstaden Perth. Lake Joondalup ligger 12 meter över havet. Arean är 3,9 kvadratkilometer. Den sträcker sig 4,9 kilometer i nord-sydlig riktning, och 2,4 kilometer i öst-västlig riktning.
Följande samhällen ligger vid Lake Joondalup:
- Wanneroo (10 931 invånare)
- Tapping (8 946 invånare)
- Joondalup (8 420 invånare)
- Sinagra (1 787 invånare)

Runt Lake Joondalup är det i huvudsak tätbebyggt. Runt Lake Joondalup är det mycket tätbefolkat, med 1 463 invånare per kvadratkilometer. Genomsnittlig årsnederbörd är 820 millimeter. Den regnigaste månaden är juli, med i genomsnitt 142 mm nederbörd, och den torraste är januari, med 11 mm nederbörd.